# George Ritzer
George Ritzer (né en 1940 à New York aux États-Unis) est professeur de la sociologie au College Park de l'Université du Maryland.
Il a publié des monographies abondantes, des manuels pour des étudiants, des réexamens, etc. Il est connu pour ses thèses sur la McDonaldisation.

### Sur George Ritzer
- Matthias Junge, « George Ritzer », dans Stephan Moebius & Dirk Quadflieg (dir.), Kultur. Theorien der Gegenwart, Wiesbaden: VS- Verlag für Sozialwissenschaften, 750 p., 2006.  (ISBN 3-531-14519-3)